# Maria – Die heilige Mutter Gottes
Der Film Maria – Die heilige Mutter Gottes (DVD-Titel: Jesus) erzählt die Geschichte von Jesus von Nazaret aus der Sicht seiner Mutter Maria und thematisiert Ereignisse, die die beiden auch zusammen erlebt haben, beginnend mit der Verkündigung von Jesu Geburt über die Niederkunft in Betlehem bis hin zur Kreuzigung und Auferstehung.

## Handlung
In der Einleitung lernt man die Charaktere kennen, wie beispielsweise Maria und Joseph, die in einem kleinen Dorf namens Nazareth wohnen.
An einem Hügel bekam Maria eine Prophezeiung, dass die vom Heiligen Geist ein Kind erwarten wird. Daraufhin erzählt sie Joseph von dem Geschehen. Dieser glaubt ihr aber nicht, weil er denkt, sie habe ihn betrogen und verlässt sie schließlich.
Noch in der gleichen Nacht hat Joseph einen Traum, indem Gott zu ihm redet und an ihn appelliert, ihr zur vertrauen.
Am nächsten Tag möchte das Volk Maria steinigen, doch Joseph rettet sie, indem er sagt, sie werden am darauffolgenden Tag heiraten.
9 Monate später reisen Joseph und Maria aufgrund der Volkszählung nach Bethlehem.
Doch alle Herbergen sind belegt und sie finden nur noch Unterkunft in einem Stall.
Dort gebärt sie das Kind und nennt es Jesus, wie Gott es ihr befohlen hat. Von der Geburt des Messias gehört, kommen viele Hirten zu dem Stall.
Weil der König Herodes seine Macht in Gefahr sieht, lässt er alle männlichen Säuglinge umbringen. Doch Maria und Joseph können rechtzeitig fliehen.
12 Jahre später kehren sie nach Nazareth zurück. Dort wurden sie herzlich empfangen, da keiner mit ihrer Rückkehr gerechnet hatte.
Eines Morgens ist Jesus verschwunden, und Joseph und Maria machen sich beängstigt auf die Suche. Er hatte sich jedoch, weil Gott es ihm so befohlen hatte, auf den Weg zum Tempel gemacht, um dort mit den Priestern zu predigen. Diese waren von dem Wissen Jesu beeindruckt.
18 Jahre später ließ sich Jesus von Johannes dem Täufer im Fluss Jordan taufen.
Joseph war in der Zwischenzeit gestorben, und Jesus ließ seine Mutter alleine zurück, um auf Reise zu gehen. Nachdem er seine Reise beendet hatte, kehrte er mit seinen Jüngern, die er in dieser Zeit kennengelernt hatte, zurück. Alle wurden auf die Hochzeit von Jesu Cousin eingeladen, bei der er dann sein erstes Wunder vollbrachte, indem er Wasser zu Wein verwandelte. Nach diesem Wunder sprach er zu seinem Volk und offenbarte sich als der Messias und verbreitete seine Lehren. Dabei stieß er beim Volk auf Ablehnung und musste das Dorf verlassen.
Danach zog er in ein anderes Dorf und heilte dort die Kranken und bezeichnete sie als seine Familie. Als Judas Jesus verriet, wurde er verurteilt, weil er sich gegen Rom gestellt hatte. Er wurde vor den Augen seiner Mutter gekreuzigt. Dabei verweigerte er das Betäubungsmittel und fragte, warum Gott ihn verlassen habe.
Er wurde in eine Grube geschlossen, doch nach ein paar Tagen war der Stein davor weggeschoben und die Grube war leer. Jesus war auferstanden und zeigte sich Maria auf dem Hügel, wo sie die Prophezeiung erhalten hatte.
Am Ende appelliert Maria an die Zuschauer, Jesu Lehre zu verbreiten und so zu leben und zu lieben wie Jesus.

## Produktion
Der Film wurde in Ungarn gedreht und spielt mit den Grunderwartungen von Bibelfilmsehern. Zum Beispiel muss Maria stets ein blaues Gewand tragen und Jesus blaue Augen haben.
Für die Rollen konnte Regisseur Kevin Connor Schauspielgrößen, darunter Geraldine Chaplin und Christian Bale gewinnen.

## Hintergrund
In dem Vorspann wird erwähnt, dass die Filmmacher sich teilweise dichterische Freiheiten erlaubt haben, dass der Film jedoch der historischen Bedeutung der biblischen Geschichte von Maria und Jesus gerecht wird.
Die ganze Geschichte stellt das Erleben und Erleiden aus Marias Sicht dar.
Dabei erfährt man wenig über Person Jesu im Detail. Der Film ist jedoch sehr bibelnah.
Daher zeigt der Film Jesus nicht als historische Person, weil viele Jahre fehlen und sie sich an den religiösen Glauben halten, so dass beispielsweise Maria so dargestellt wird, als habe sie nie gesündigt und mache keine Fehler.
Jesus wird in dem Film seiner Zeit entsprechend dargestellt. Er hat dunkle, lange Haare und hat nicht zu viele Muskeln.

## Kritiken
Prisma wertete kurz: „Göttlich guter Bibelfilm mit eindrucksvoller Besetzung.“